# Municipio Huejuquilla el Alto
Koordinaten: 22° 36′ N, 103° 54′ W
Huejuquilla el Alto ist ein Municipio im mexikanischen Bundesstaat Jalisco in der Región Norte. Das Municipio hatte beim Zensus 2010 8.781 Einwohner; die Fläche des Municipios beträgt 771,5 km².
Größter Ort im Municipio und Verwaltungssitz ist das gleichnamige Huejuquilla el Alto, ein weiterer Ort mit zumindest 500 Einwohnern existiert mit Tenzompa. Insgesamt umfasst das Municipio 62 Ortschaften.
Das Municipio Huejuquilla el Alto grenzt ans Municipio Mezquitic sowie an den Bundesstaat Zacatecas.
Das Gemeindegebiet weist eine sehr uneinheitliche Orographie auf mit maximalen Erhebungen bis etwa 2200 m über dem Meeresspiegel. Mehr als die Hälfte der Gemeindefläche ist bewaldet.